# Перелік імен Одіна
Одін (давньосканд. Óðinn), головний бог скандинавської міфології, має понад 200 імен в скальдичній та еддичній традиціях. Серед таких імен присутні прізвиська, імена, якими Одін називався сам, аби приховати свою особу від співрозмовника, поетичні кеннінґи тощо.
| Ім'я (давньоскандинавською) | Ім'я (українською)   | Значення | Джерела |
| --------------------------- | -------------------- | --- | --- |
| Akaz                        | Акац                 | «Той, Хто Їде» | |
| Aldafaðir                   | Альдафадір           | «Всебатько» | «Мова Вавтрудніра», «Драпа про Раґнара» Браґі Боддасона |
| Aldaföðr                    | Альдафьод            | «Всебатько» | Імена Одіна (1), Мова Вавтрудніра (4, 53) |
| Aldagautr                   | Альдаґаут            | «Всеґот» | Сни Бальдра (2) |
| Alfaðir                     | Альфадір             | «Всебатько» | |
| Alföðr                      | Альфьод              | «Всебатько» | Видіння Ґюльві, Мова поезії, Мова Ґрімніра (48), Імена Одіна (2) |
| Algingautr                  | Альґінґаут           | «Старий Ґот» | Ісландська рунічна поезія (4) |
| Almáttki Áss                | Альматткі Асс        | «Всемогутній Ас»                                                                                                  | |
| Angan Friggjar              | Анґан Фріґґьяр       | «Той, ким захоплюється Фріґґ»                                                                                     | Пророкування вьольви (54) |
| Arnhöfði                    | Арнгьовді            | «Орлиноголовий»                                                                                                   | Імена Одіна (2) |
| Asabragr                    | Асабраґ              | «Найкращий Серед Асів»                                                                                            | Величний пан Альв, «Мова Скірніра» |
| Asagrim                     | Асаґрім              | «Бог Асів» | Величний пан Альв |
| Atriði                      | Атріді               | «Нападник» | Видіння Ґюльві, Мова Ґрімніра (48), Імена Одіна (1) |
| Atriðr                      | Атрід                | «Нападник» | Видіння Ґюльві, Мова Ґрімніра (48), Імена Одіна (1) |
| Atríðr                      | Атрід                | «Нападник» | |
| Auðun                       | Аудун                | «Друг Достатку»; «Друг Багатства»; «Друг Успіху»                                                                  | Імена Одіна (1) |
| Ásagrimmr                   | Асаґрімм             | «Бог Асів» | Величний пан Альв |
| Bági ulfs                   | Баґі ульвс           | «Ворог Вовків» | Незворотна втрата синів (23) |
| Baldrsfaðr                  | Бальдрсфад           | «Батько Бальда»                                                                                                   | |
| Báleygr                     | Балєйґ               | «Палке Око»; «Винахідливе Око»                                                                                    | Видіння Ґюльві, Мова поезії, Мова Ґрімніра (47), Драпа про Гакона Галльфрєда Оттарссона (6), Пісня на смерть Маґнуса Босоногого Ґісля Іллуґасона (1), Тула про імена, Імена Одіна (6), Grettisrímur V (61)                                                       |
| Biflindi                    | Бівлінді             | «Щит Історії» | Видіння Ґюльві, Мова Ґрімніра (49), Імена Одіна (6) |
| Bileygr                     | Білєйґ               | «Той, Хто Блимає Оком»                                                                                            | Видіння Ґюльві, Мова Ґрімніра (47), Тула про імена, Імена Одіна (5) |
| Björn                       | Бьйорн               | «Ведмідь» | |
| Blindi                      | Блінді               | «Сліпий» | Видіння Ґюльві, Друга Пісня про Гєльґі, вбивцю Гундінґа |
| Blindr                      | Блінд                | «Сліпий» | Видіння Ґюльві, Друга Пісня про Гєльґі, вбивцю Гундінґа |
| Bragi                       | Браґі                | «Поезія», «Найперший», «Найкращий»                                                                                | |
| Bróðir Vilis                | Бродір Віліс         | «Брат Вілі» | |
| Bróðir Vilja                | Бродір Вілья         | «Брат Вілі» | |
| Brúni                       | Бруні                | «Коричневий», «Сяючий», «Ведмідь»                                                                                 | Імена Одіна (6) |
| Brúnn                       | Брун                 | «Коричневий», «Сяючий», «Ведмідь»                                                                                 | Імена Одіна (6) |
| Burr Bors                   | Бур Борс             | «Син Бора» | |
| Byrlindi                    | Бюрлінді             | «Щит Історії» | Sturlaugsrímur III (50) |
| Böðgæðir                    | Бьодґедір            | «Той, Хто Посилює Битву»                                                                                          | |
| Bölverkr                    | Бьольвєрк            | «Злодій», «Зловмисник»                                                                                            | Видіння Ґюльві, Мова поезії, Мова Високого (109), Мова Ґрімніра (47), Імена Одіна (7) |
| Darraðr                     | Даррад               | «Списоносець» | |
| Dorruðr                     | Дорруд               | «Списоносець» | |
| Draugadróttinn              | Драуґадроттін        | «Бог Безсмертних»                                                                                                 | Сага про Інглінгів |
| Dresvarpr                   | Дрєсварп             | і. невід. знач.                                                                                                   | Імена Одіна (2) |
| Ein sköpuðr galdra          | Ейн скьопуд ґальдра  | «Єдиний Творець Чарівних Пісень»                                                                                  | |
| Ennibrattr                  | Еннібратт            | Крутолобий | Імена Одіна (6) |
| Eylúðr                      | Ейлуд                | «Той, Хто Постійно Гуркоче»                                                                                       | Імена Одіна (6) |
| Faðmbyggvir Friggjar        | Фадмбюґґвір Фріґґьяр | Мешканець Обімів Фріґґ                                                                                            | |
| Faðr galdr                  | Фад ґальд            | «Батько Чарівних Пісень»                                                                                          | |
| Farmagnuðr                  | Фармаґнуд            | «Той, Хто Дозволяє Подорожувати»                                                                                  | Háleygjatal (2), Мова поезії |
| Farmaguð                    | Фармаґуд             | «Бог Вантажів» | Видіння Ґюльві, Мова поезії, Мова Ґрімніра (48), Імена Одіна (2) |
| Farmatýr                    | Фарматюр             | «Бог Вантажів» | Видіння Ґюльві, Мова поезії, Мова Ґрімніра (48), Імена Одіна (2) |
| Farmr arma Gunnlaðar        | Фарм арма Ґуннладар  | «Вантаж Рук Ґуннльод»                                                                                             | |
| Farmr galga                 | Фарм ґальґа          | «Вантаж Шибениці»                                                                                                 | |
| Farmögnuðr                  | Фармьоґнуд           | «Той, Хто Дозволяє Подорожувати»                                                                                  | Háleygjatal (2), Мова поезії |
| Fengr                       | Фєнґ                 | «Ловець» | Мова Рєґіна, Імена Одіна (2) |
| Fimbultýr                   | Фімбультюр           | «Могутній Бог» | Пророкування вьольви (60) |
| Fimbulþulr                  | Фімбультуль          | Могутній Промовець                                                                                                | Мова Високого (80, 142) |
| Fjallgeiguðr                | Фьялльґєйґуд         | Бог Перевертнів                                                                                                   | Імена Одіна (2) |
| Fjölnir                     | Фьйольнір            | «У Великій Кількості»; «Різноманітний»; «Той, Хто Ховається»; «Той, Хто Перебуває В Полі»; «Той, Хто Багато Знає» | Мова Ґрімніра (47), Мова Рєґіна (18), Видіння Ґюльві (3, 20), скальдична поезія, Тула про імена, Імена Одіна (2), Ріма про Скіді (91, 174) |
| Fjölsviðr                   | Фьйольсвід           | Багатомудрий | Видіння Ґюльві, Мова Ґрімніра (47), Імена Одіна (2) |
| Fjörgynn                    | Фьйорґюн             | Земля | Словесні чвари Локі (26), Пророкування вьольви (56) |
| Foldardróttinn              | Фольдардроттін       | Володар Світу | |
| Forni                       | Форні                | «Старий», «Давній», «[Язичницький]»                                                                               | |
| Fornölvir                   | Форньольвір          | «Давній Чарівний Боєць»; «Давній Всебоєць»; «Давній Чарівник»; «Давній Храм Сили»                                 | Імена Одіна (2) |
| Fráríði                     | Фраріді              | «Той, Хто Їде Попереду»                                                                                           | Імена Одіна (2), Ріма про Ґрєттіра III (1), Sturlaugsrímur VI (47) |
| Fráríðr                     | Фрарід               | «Той, Хто Їде Попереду»                                                                                           | Імена Одіна (2), Ріма про Ґрєттіра III (1), Sturlaugsrímur VI (47) |
| Frumverr Friggjar           | Фрумвєр Фріґґьяр     | Перший Чоловік Фріґґ                                                                                              | |
| Fundinn                     | Фундін               | «Знайдений», «Підкидько»                                                                                          | Ріма про Олава Трюґґвасона A III (1) |
| Gagnráðr                    | Ґаґнрад              | «Той, Хто Знає Шлях»; «Той, Хто Радить Всупереч»                                                                  | Мова Вавтрудніра (8, 9, 11, 13, 15, 17) |
| Galdraföðr                  | Ґальдрафьод          | «Батько Чарівних Пісень»                                                                                          | |
| Gangari                     | Ґанґарі              | «Мандрівник»; «Втомлений З Дороги»                                                                                | Видіння Ґюльві, Мова Ґрімніра (46), Імена Одіна (3) |
| Ganglari                    | Ґанґларі             | «Мандрівник»; «Втомлений З Дороги»                                                                                | Видіння Ґюльві, Мова Ґрімніра (46), Імена Одіна (3) |
| Gangleri                    | Ґанґлєрі             | «Мандрівник»; «Втомлений З Дороги»                                                                                | Видіння Ґюльві, Мова Ґрімніра (46), Імена Одіна (3)> |
| Gangráðr                    | Ґанґрад              | «Той, Хто Знає Шлях»                                                                                              | Імена Одіна (3) |
| Gapþrosnir                  | Ґаптроснір           | «Той, Хто Є Навдивовижу Божевільним»                                                                              | Імена Одіна (3) |
| Gautatýr                    | Ґаутатюр             | «Бог Ґотів» | Мова поезії, Мова Гакона Ейвінда Скальдаспілліра (1) |
| Gautr                       | Ґаут                 | «Ґот» | Видіння Ґюльві, Мова поезії, Мова Ґрімніра (54), Імена Одіна (1), Ріма про Фрідтьова, Ріма про Скіді, Landrésrímur, Ріма про Гьяльмтєра, Geiplur, Ріма про Бьяркі, Griplur, Þrændlur, Ріма про Скальдгєльґі, Blávusrímur, Ріма про Ґєйрарда, Ріма про Вьольсунґа |
| Geiguðr                     | Ґєйґуд               | «Гультяй» | Імена Одіна (3) |
| Geirlöðnir                  | Ґєйрльоднір          | «Той, Хто Запрошує До Спису»                                                                                      | Імена Одіна (3) |
| Geirtýr                     | Ґєйртюр              | «Бог Списів» | |
| Geirvaldr                   | Ґєйрвальд            | «Сильний Спис» | |
| Geldnir                     | Ґєльднір             | «Володар Жезлу»                                                                                                   | |
| Geirölnir                   | Ґєйрьольнір          | «Той, Хто Готує Спис»                                                                                             | Імена Одіна (5) |
| Gestumblindi                | Ґєстумблінді         | Сліпий Гість | Саґа про Гєрвьор та Гєйдрєка (10), Тула про імена, Імена Одіна (7) |
| Ginnarr                     | Ґіннар               | «Той, Хто Ошукує Військо»                                                                                         | Імена Одіна (1) |
| Gizurr                      | Ґіцур                | «Той, Хто Вгадує Відповідь»; Здогадливий"                                                                         | Імена Одіна (1) |
| Glapsviðr                   | Ґлапсвід             | «Швидкий На Оману»; «Спритний Брехун»; «Той, Хто Зводить З Розуму»; «Мудрий В Чарівних Заклинаннях»               | Видіння Ґюльві, Мова Ґрімніра (47), Імена Одіна (3) |
| Goði hrafnblóts             | Ґоді гравнблотс      | «Жрець Воронячого Жертвопринесення»                                                                               | |
| Goðjaðarr                   | Ґодьядар             | «Бог-Охоронець»                                                                                                   | |
| Gollorr                     | Ґоллор               | «Той, Хто Кричить»                                                                                                | Імена Одіна (1) |
| Gramr Hliðskjálfar          | Ґрам Глідскьяльвар   | «Король Глідскьяльва»                                                                                             | |
| Grímnir                     | Ґрімнір              | «Шолом», «Маска»                                                                                                  | Видіння Ґюльві, Мова Ґрімніра (Вступ, 47, 49), лаусавіси Галльфрєда Оттарссона, Драпа про Тора Ейліва Ґодрунарсона (3), Гусдрапа (1), лаусавіси Рьоґнвальда Калі Кольссона, Тула про імена, Імена Одіна (1)                                                      |
| Grímr                       | Ґрім                 | «Шолом», «Маска»                                                                                                  | Видіння Ґюльві, Мова Ґрімніра (46, 47), Тула про імена, Імена Одіна (3, 7) |
| Gunnblindi                  | Ґуннблінді           | «Сліпий У Битві»                                                                                                  | Імена Одіна (8) |
| Göllnir                     | Ґьолльнір            | «Той, Хто Кричить»                                                                                                | Імена Одіна (3) |
| Göllungr                    | Ґьоллунґ             | «Той, Хто Кричить»                                                                                                | Імена Одіна (5) |
| Göndlir                     | Ґьондлір             | Володар Жезлу | Видіння Ґюльві, Мова Ґрімніра (49), Імена Одіна (3) |
| Hagvirkr                    | Гаґвірк              | «Вмілий Робітник»                                                                                                 | Імена Одіна (4) |
| Hangadróttinn               | Ганґадроттін         | «Володар Повішаних»                                                                                               | Саґа про Інґлінґів |
| Hangaguð                    | Ганґаґуд             | «Бог Повішаних»                                                                                                   | Видіння Ґюльві, Мова поезії |
| Hangatýr                    | Ганґатюр             | «Бог Повішаних»                                                                                                   | Видіння Ґюльві, Мова поезії |
| Hangi                       | Ганґі                | «Повішаний» | |
| Haptabeiðir                 | Гафтабєйдір          | «Очільник Вождів»                                                                                                 | |
| Haptaguð                    | Гафтаґуд             | «Бог В'язнів» | Видіння Ґюльві |
| Haptasnytrir                | Гафтаснютрір         | «Вчитель Богів»                                                                                                   | |
| Haptsönir                   | Гафтсьонір           | «Той, Хто Послаблює Кайдани»                                                                                      | |
| Harri Hliðskjálfar          | Гаррі Глідсьяльвар   | «Володар Глідскьяльва»                                                                                            | |
| Hár                         | Гар                  | «Високий», «Сивий», «Сліпий»                                                                                      | |
| Hárbarðr                    | Гарбард              | «Сіробородий» | Видіння Ґюльві, Мова Ґрімніра (49), Пісня про Гарбарда, Тула про імена, Імена Одіна (3) |
| Hárr                        | Гар                  | «Високий», «Сивий»                                                                                                | Видіння Ґюльві, Мова Ґрімніра (46), Імена Одіна (2) |
| Hávi                        | Гаві                 | «Високий» | Мова Високого (109, 111, 164), Імена Одіна (4) |
| Heimþinguðr hanga           | Гєймтінґуд ганґа     | «Той, Хто Відвідує Повішаних»                                                                                     | |
| Helblindi                   | Гєльблінді           | «Сліпий У Гєль»                                                                                                   | Видіння Ґюльві, Мова Ґрімніра (46) |
| Hengikeptr                  | Гєнґікєфт            | «Повішаний За Щелепу»                                                                                             | Імена Одіна (4) |
| Hengikjopt                  | Гєнґікьйофт          | «Повішаний За Щелепу»                                                                                             | Імена Одіна (4) |
| Herblindi                   | Гєрблінді            | «Сліпий Господар»; «Пан Сліпих»                                                                                   | Імена Одіна (5) |
| Herföðr                     | Гєрфьод              | «Батько Війська»                                                                                                  | Видіння Ґюльві, Пророкування вьольви (29, 43), Мова Вавтрудніра (2), Мова Ґрімніра (19, 25, 26), Імена Одіна (5) |
| Hergautr                    | Гєрґаут              | «Військо Ґотів»                                                                                                   | |
| Herjaföðr                   | Гєрьяфьод            | «Батько Війська»                                                                                                  | Видіння Ґюльві, Пророкування вьольви (29, 43), Мова Вавтрудніра (2), Мова Ґрімніра (19, 25, 26), Імена Одіна (5) |
| Herjan                      | Гєрьян               | «Воїн», «Господар»                                                                                                | Видіння Ґюльві, Мова Ґрімніра (46), Імена Одіна (2) |
| Herteitr                    | Гєртєйт              | «Веселий На Війні»                                                                                                | Видіння Ґюльві, Мова Ґрімніра (47), Імена Одіна (3) |
| Hertýr                      | Гєртюр               | «Батько Війська»                                                                                                  | Мова поезії |
| Hildolfr                    | Гільдольв            | «Вовк Битви» = «Воїн»                                                                                             | |
| Hjaldrgegnir                | Гьяльдрґєґнір        | «Той, Хто Запрошує До Битви»                                                                                      | |
| Hjaldrgoð                   | Гьяльдрґод           | «Бог Битви» | |
| Hjarrandi                   | Гьярранді            | «Щит Війська» | Імена Одіна (4) |
| Hjálmberi                   | Гьяльмбєрі           | «Шоломоносець» | Видіння Ґюльві, Мова Ґрімніра (46), Тула про імена, Імена Одіна (2) |
| Hleifruðr                   | Глєйфруд             | і. невід. знач.                                                                                                   | Імена Одіна (4) |
| Hléfreyr                    | Глєфрєйр             | «Відомий Пан»; «Господар Кургану»                                                                                 | Імена Одіна (5) |
| Hnikarr                     | Гнікар               | «Підбурювач» | Видіння Ґюльві, Мова Ґрімніра (47), Мова Рєґіна (18, 19), Імена Одіна (2) |
| Hnikuðr                     | Гнікуд               | «Підбурювач» | Видіння Ґюльві, Мова Ґрімніра (48), Імена Одіна (1) |
| Hoárr                       | Гоар                 | «Одноокий» | |
| Hovi                        | Гові                 | «Високий» | |
| Hrafnaguð                   | Гравнаґуд            | «Бог Воронів» | Видіння Ґюльві |
| Hrafnáss                    | Гравнасс             | «Бог Воронів» | Видіння Ґюльві |
| Hrafnblótr                  | Гравнблот            | «Шанувальник Воронів»                                                                                             | |
| Hrafnfreistuðr              | Гравнфрєйстуд        | «Той, Хто Випробовує Воронів»                                                                                     | |
| Hrami                       | Грамі                | «Різник»; «Той, Хто Сковує»                                                                                       | Імена Одіна (4) |
| Hrani                       | Грані                | «Грубий», «Жорстокий»                                                                                             | |
| Hrjóðr                      | Грьйод               | «Крикун» | Імена Одіна (4) |
| Hroptatýr                   | Грофтатюр            | «Мудрець» | Видіння Ґюльві, Мова поезії, Мова Гакона (14), Гусдрапа Ульва Уґґасона (8), Мова Високого (160), Мова Ґрімніра (54), Мова Сіґрдріви (13), Імена Одіна (2, 3, 5)                                                                                                  |
| Hroptr                      | Грофт                | «Мудрець» | Видіння Ґюльві, Мова поезії, Мова Гакона (14), Гусдрапа Ульва Уґґасона (8), Мова Високого (160), Мова Ґрімніра (54), Мова Сіґрдріви (13), Імена Одіна (2, 3, 5)                                                                                                  |
| Hrosshársgrani              | Гроссгарсґрані       | «З Коневолосими Вусами»                                                                                           | Саґа про Ґаутрєка, Імена Одіна (4) |
| Hvatmóðr                    | Гватмод              | «Мужній Та Хоробрий»                                                                                              | Імена Одіна (5) |
| Hveðrungr                   | Гвєдрунґ             | «Крикун»; «Той, Хто Робить Погоду»                                                                                | Імена Одіна (5) |
| Hötter                      | Гьоттєр              | «Капелюшник» | |
| Itreker                     | Ітрєкєр              | «Чудовий Господар»                                                                                                | |
| Jafnhárr                    | Явнгар               | «Рівновисокий» | Видіння Ґюльві, Мова Ґрімніра (49), Імена Одіна (8) |
| Jalfaðr                     | Яльфад               | «З Жовто-Коричневою Спиною»                                                                                       | |
| Jalkr                       | Яльк                 | «Мерин» | |
| Jarngrímr                   | Ярнґрім              | «Залізна Маска»                                                                                                   | |
| Jálg                        | Яльґ                 | «Мерин» | Видіння Ґюльві, Мова Ґрімніра (49, 54), Імена Одіна (7) |
| Jálkr                       | Яльк                 | «Мерин» | Видіння Ґюльві, Мова Ґрімніра (49, 54), Імена Одіна (7) |
| Jolfr                       | Йольв                | «Кінь Вовків»; «Ведмідь»                                                                                          | |
| Jólnir                      | Йольнір              | «Приналежний До Йолю»                                                                                             | Імена Одіна (7) |
| Jölfuðr                     | Йольфуд              | «Батько Йолю» | Імена Одіна (8) |
| Jölföðr                     | Йольфьод             | «Батько Йолю» | Імена Одіна (8) |
| Jölnir                      | Йольнір              | «Приналежний До Йолю»                                                                                             | Імена Одіна (7) |
| Jörmunr                     | Йормун               | «Могутній», «Світовий»                                                                                            | Імена Одіна (8) |
| Kjalarr                     | Кьялар               | «Бог, Який Надає Падальникам Їжу»; «Той, Хто Піклується»; «Той, Хто Харчується»; «Кіль»; «Той, Хто Керує Санями»  | Видіння Ґюльві, Мова поезії, Мова Ґрімніра (49), Імена Одіна (1) |
| Langbarðr                   | Ланґбард             | «Довгобородий» | Тула про імена, Імена Одіна (7) |
| Loðungr                     | Лодунґ               | «Вдягнений У Кошлату Накидку»                                                                                     | Імена Одіна (7) |
| Löndungr                    | Льондунґ             | «Вдягнений У Кошлату Накидку»                                                                                     | Імена Одіна (7) |
| Míms vinr                   | Мімс він             | «Друг Міміра» | |
| Niðr Bors                   | Нід Борс             | «Родич Бора» | |
| Njótr                       | Ньйот                | «Той, Хто Насолоджується»                                                                                         | Імена Одіна (6) |
| Olgr                        | Ольґ                 | «Захисник», «Яструб»                                                                                              | Імена Одіна (6) |
| Ófnir                       | Офнір                | «Підбурювач» | Імена Одіна (7) |
| Ómi                         | Омі                  | «Той, Хто Дзвенить»                                                                                               | Видіння Ґюльві, Мова Ґрімніра (49), Імена Одіна (7) |
| Óski                        | Оскі                 | «Бажаний» | Видіння Ґюльві, Мова Ґрімніра (49), Імена Одіна (8) |
| Rauðgrani                   | Раудґрані            | «Червоновусий» | Bárðar saga Snæfellsáss (18), Ǫrvar-Odds saga (19ff). |
| Reiðartýr                   | Рєйдартюр            | «Бог Колісниці»                                                                                                   | |
| Runni vagna                 | Рунні ваґна          | «Той, Хто Рухає Сузір'я»                                                                                          | |
| Rúnatýr                     | Рунатюр              | «Бог Рун» | |
| Rögnir                      | Рьоґнір              | «Голова»; «Той, Хто Править»                                                                                      | Імена Одіна (5) |
| Saðr                        | Сад                  | «Правдивий» | Видіння Ґюльві, Мова Ґрімніра (47), Імена Одіна (8) |
| Sanngetall                  | Саннґєталль          | «Той, Хто Шукає Правду»                                                                                           | Видіння Ґюльві, Мова Ґрімніра (47), Імена Одіна (7) |
| Sigðir                      | Сіґдір               | «Той, Хто Надає Перемогу»                                                                                         | Імена Одіна (6) |
| Sigfaðir                    | Сіґфадір             | «Батько Перемог»                                                                                                  | |
| Sigföðr                     | Сіґфьод              | «Батько Перемог»                                                                                                  | Видіння Ґюльві, Пророкування вьольви (54), Мова Ґрімніра (48), Імена Одіна (4) |
| Siggautr                    | Сіґґаут              | «Переможець Ґотів»                                                                                                | Імена Одіна (6) |
| Sigmundr                    | Сіґмунд              | «Захисник Перемоги»                                                                                               | Імена Одіна (6) |
| Sigrhofundr                 | Сіґргофунд           | «Творець Перемоги»                                                                                                | |
| Sigrúnnr                    | Сіґрун               | «Дерево Перемоги»                                                                                                 | |
| Sigtryggr                   | Сіґтрюґґ             | «Безстрашний Переможець»; «Правдивий Переможець»                                                                  | Імена Одіна (8) |
| Sigtýr                      | Сіґтюр               | «Бог Перемоги» | Мова поезії, Пісня про Атлі (30), Gráfeldardrápa Ґлума Ґєйрасона (12) |
| Sigþrór                     | Сіґтрор              | «Успішний Переможець»                                                                                             | Імена Одіна (8) |
| Síðgrani                    | Сідґрані             | «Довгобородий» | Мова Альвіса (6) |
| Síðhöttr                    | Сідгьотт             | «Довгокапелюхий»                                                                                                  | Видіння Ґюльві, Мова Ґрімніра (48), Тула про імена, Імена Одіна (4) |
| Síðskeggr                   | Сідскєґґ             | «Довгобородий» | Видіння Ґюльві, Мова Ґрімніра (48), Тула про імена, Імена Одіна (6) |
| Skilfingr                   | Скільвінґ            | «Той, Хто Викликає Землетрус»                                                                                     | Видіння Ґюльві, Мова Ґрімніра (54), Імена Одіна (8) |
| Skollvaldr                  | Сколльвальд          | «Володар Зради»                                                                                                   | Імена Одіна (6) |
| Sonr Bestlu                 | Сон Бєстлу           | «Син Бєстли» | |
| Spjalli Gauta               | Спьяллі Ґаута        | «Друг Ґотів» | |
| Sváfnir                     | Свавнір              | «Вбивця» | Видіння Ґюльві, Мова Ґрімніра (54), Імена Одіна (4) |
| Sveigðir                    | Свєйґдір             | «Той, Хто Несе Очерет»                                                                                            | |
| Sviðarr                     | Свідар               | напев. «Той, Хто Спалює Військо»                                                                                  | Видіння Ґюльві |
| Sviðrir                     | Свідрір              | «Той, Хто Заспокоює»                                                                                              | Видіння Ґюльві, Мова Ґрімніра (50), Імена Одіна (6) |
| Sviðuðr                     | Свідуд               | напев. «Палаючий Меч»                                                                                             | Імена Одіна (4) |
| Sviðurr                     | Свідур               | «Розумний» | Видіння Ґюльві, Мова поезії, Мова Ґрімніра (50), Імена Одіна (6) |
| Svipall                     | Свіпалль             | «Мінливий», «Швидкий», «Перевертень»                                                                              | Видіння Ґюльві, Мова Ґрімніра (47), Імена Одіна (3) |
| Svölnir                     | Свьольнір            | «Той, Хто Охолоджує»                                                                                              | Мова поезії, Імена Одіна (6) |
| Tveggi                      | Твєґґі               | «Подвійний» | Імена Одіна (8) |
| Tvíblindi                   | Твіблінді            | «Двосліпий» | Тула про імена", Імена Одіна (4) |
| Uðr                         | Уд                   | Меч | Видіння Ґюльві, Мова Ґрімніра (46), Імена Одіна (7) |
| Vakr                        | Вак                  | «Пильний», «Доблесний», «Хоробрий», «Швидкий»                                                                     | Видіння Ґюльві, Мова Ґрімніра (54), Імена Одіна (7) |
| Valdr galga                 | Вальд ґальґа         | «Володар Шибениць»                                                                                                | |
| Valdr vagnbrautar           | Вальд ваґнбраутар    | «Володар Небес»                                                                                                   | |
| Valföðr                     | Вальфьод             | «Батько Мертвих»                                                                                                  | Видіння Ґюльві, Пророкування вьольви (1, 27, 28), Мова Ґрімніра (48), Тула про імена, Імена Одіна (5) |
| Valgautr                    | Вальґаут             | «Мертвий Ґот» | Мова поезії, Імена Одіна (8) |
| Valkjosandi                 | Валькьйосанді        | «Той, Хто Обирає Вбитих»                                                                                          | |
| Valtam                      | Вальтам              | «Воїн»; «Той, Хто Вгамовує Вбитих»                                                                                | |
| Valtamr                     | Вальтам              | «Воїн»; «Той, Хто Вгамовує Вбитих»                                                                                | |
| Valtýr                      | Вальтюр              | «Мертвий Бог»; «Вбитий Богом»                                                                                     | |
| Valþognir                   | Вальтоґнір           | «Той, Хто Приймає Убитих»                                                                                         | |
| Váði vitnis                 | Ваді вітніс          | «Ворог Вовка» | |
| Váfuðr                      | Вавуд                | «Мандрівник» | Видіння Ґюльві, Мова поезії, Мова Ґрімніра (54) |
| Váfuðr Gungnis              | Вавуд Ґунґніс        | «Той, Хто Крутить Ґунґнір»                                                                                        | |
| Vegtam                      | Вєґтам               | «Звичний До Подорожей»                                                                                            | Сни Бальдра (6, 13) |
| Veratýr                     | Вєратюр              | «Бог Людей»; «Бог Буття»                                                                                          | Видіння Ґюльві, Імена Одіна (8) |
| Viðfræger                   | Відфреґєр            | «Широковідомий»                                                                                                   | |
| Viðhrimnir                  | Відгрімнір           | «Той, Хто Кричить У Відповідь»; «З Широкою Сивою Бородою»                                                         | Імена Одіна (1) |
| Viðrir                      | Відрір               | «Той, Хто Викликає Шторми»                                                                                        | Видіння Ґюльві, Мова поезії, Словесні чвари Локі (26) |
| Viðrímnir                   | Відрімнір            | «Той, Хто Кричить У Відповідь»; «З Широкою Сивою Бородою»                                                         | Імена Одіна (1) |
| Viðurr                      | Відур                | Вбивця | Видіння Ґюльві, Мова Ґрімніра (49), Імена Одіна (6), Карлевський рунічний камінь |
| Vingnir                     | Вінґнір              | напев. «Дружній»                                                                                                  | Імена Одіна (5) |
| Vinr Lopts                  | Він Лофт             | «Друг Лофта» | |
| Vinr Lóðurs                 | Він Лодурс           | «Друг Лодура» | |
| Vinr Míms                   | Він Мімс             | «Друг Міміра» | |
| Vinr stalla                 | Він сталла           | «Друг Вітарів» | |
| Vófuðr                      | Вовуд                | «Гульвіса» | Імена Одіна (5) |
| Völundr rómu                | Вьолунд рому         | «Коваль Битви» | |
| Yggr                        | Іґґ                  | «Жахливий» | Видіння Ґюльві, Мова поезії, Пророкування вьольви (28), Мова Ґрімніра (53, 54), Імена Одіна (8) |
| Ýjungr                      | Ійюнґ                | «Бурхливий» | Імена Одіна (8) |
| Ýrungr                      | Ірунґ                | «Бурхливий» | Імена Одіна (8) |
| Þekkr                       | Тєкк                 | «Відомий»; «Той, Кого Радо Запрошують»                                                                            | Видіння Ґюльві, Мова Ґрімніра (46), Імена Одіна (7) |
| Þrasarr                     | Трасар               | «Лютий»; «Балакучий Воїн»; «Балакучий Спис»                                                                       | Імена Одіна (4) |
| Þriði                       | Тріді                | «Третій» | Видіння Ґюльві, Мова поезії, Мова Ґрімніра (46), Імена Одіна (5) |
| Þriðí                       | Тріді                | «Третій» | |
| Þriggi                      | Тріґґі               | «Потрійний» | |
| Þrór                        | Трор                 | «Той, Хто Зростає»; «Той, Хто Процвітає»                                                                          | Видіння Ґюльві, Мова Ґрімніра (49), Імена Одіна (8) |
| Þróttr                      | Тротт                | «Сильний», «Потужний»                                                                                             | Ґлюмдрапа (2) |
| Þuðr                        | Туд                  | «Худий», «Блідий»                                                                                                 | Видіння Ґюльві, Імена Одіна (7) |
| Þundr                       | Тунд                 | «Громовержець» | Видіння Ґюльві, Мова Високого (145), Мова Ґрімніра (46, 54), Імена Одіна (7) |